# 디템포
디템포(Detempo)는 대한민국의 힙합 음악가이다.

## 화제
2015년 3월 6일 대한민국의 대통령인 박근혜를 해학적으로 풍자하는 노래인 《새타령 (닭전)》을 올려 화제가 되었으나. 이후 유튜브 측에 개인적 항의가 많이 들어오자, 다음날 영상을 삭제하였고, 디템포 개인 유튜브 계정에 업로드하였다. 친구들과 대화하다가 자기 또래들이 (정치적으로) 공감할 만한 노래를 만들고 싶어서 만들었다고 한다.

## 앨범(발매곡)
2013년 10월 23일 - Cuz I`m The Man ( Feat. FabulAS )
2013년 12월 18일 - 집앞이야 ( Feat. Line, Jeong-ah Kim )
2014년 2월 3일 - Hello ( Feat. 김내현 of Rock `N` Roll Radio )
2014년 5월-09일 - 안생겨요 ( Feat. 태니 )
2014년 6월 18일 - 치킨
2014년 9월 2일 - 사랑 하니 ( Feat. 태니 )
2014년 12월 10일 - Lovin' Me Myself ( Feat. 태니 )
2015년 3월 6일 - 새타령 (닭전)
2015년 6월 5일 - Alright ( Feat. 태니 )
2015년 8월 14일 - 뭐가 ( Feat. 김내현 of Rock `N` Roll Radio )
2015년 10월 19일 - Detemplane Vol .1
2015년 12월 16일 - Detemplane Vol .2
2016년 4월 26일 - 이불아 미안해 (Feat. 태니)
2016년 5월 4일 - 밥은 잘 먹고다녀요
2016년 7월 27일 - 앞발들어
2016년 9월 27일 - 아재요
2016년 12월 28일 - 아직도 내 안에 (Feat. 달무늬)
2017년 4월 12일 - 반골
2017년 6월 12일 - 집에가기 싫은데
2017년 12월 27일 - 계란한판
2018년 2월 27일 - Everywhere
2018년 5월 28일 - Happy Day
2018년 8월 23일 - 아무말 대잔치
2019년 9월 24일 - 갈
2019년 12월 19일 - My Phone
2020년 3월 25일 - 나 혼자 한다
2020년 9월 29일 - 백수의 왕
2020년 11월 2일(형생일) - 그래 가끔은 우울해도 돼